# Spruce Grove
Spruce Grove és una ciutat de la província d'Alberta, Canadà, al veïnatge d'Edmonton. Com la veïna Stony Plain és envoltada pel comtat de Parkland.
Amb una població de 26.171 habitants, Spruce Grove és la 9a ciutat més gran d'Alberta. El teatre local és el Horizon Stage Performing Arts Centre, i el principal centre d'esbarjo el TransAlta Tri Leisure Centre. Es troba a 11 km a l'oest d'Edmonton. hi ha un gran nombre d'empreses a l'extrem oest que donen feina als habitants.
L'alcalde actual és Stuart Houston.
Jennifer Heil, l'acroaesquiadora que va guanyar la primera medalla d'or pel Canadà en els Jocs Olímpics d'Hivern de 2006 a Torí, Itàlia i medalla de plata als Jocs Olímpics d'Hivern de 2010 és de Spruce Grove, com Carla MacLeod, membre de la selecció canadenca d'hoquei sobre gel femení de 2010.

## Demografia
Segons el cens municipal de 2014 la ciutat de Spruce Grove tenia 29.526 habitants, un canvi d'un 198,0% sobre el cens municipal de 2010 que donà una població de 24.646.
En el cens del Canadà del 2011 la Ciutat de Spruce Grove tenia 26.171 habitants vivint en 9.619 d'un total de 10.105 habitatges, un canvi del 33,9% respecte a la població de 2006 que era de 19.541. Amb una superfície de 32,37 km² tenia una densitat de població de 808,5 h/km² en 2011.

## Història
Els colonitzadors arribaren a la zona pel 1879. Spruce Grove fou incorporat originàriament com a vila el 14 de març de 1907, però posteriorment fou dissolta el 30 d'agost de 1916. Spruce Grove fou reincorporada com a vila l'1 de gener de 1955, posteriorment com a poble l'1 de gener de 1971, i com a ciutat l'1 de març de 1986.

## Geografia
Spruce Grove es troba a la vora del centre geogràfic de la província, a 30 km del centre de la ciutat d'Edmonton i a 14 km dels límits de la ciutat d'Edmonton. Forma part de la Regió Edmonton Capital.